# کانور کانتونمنت
کانور کانتونمنت (به انگلیسی: Kannur Cantonment) یک منطقهٔ مسکونی در هند است که در بخش کنور واقع شده‌است. کانور کانتونمنت  ۴٬۶۹۹ نفر جمعیت دارد.